# Lesůňky (tvrz)
Tvrz v Lesůňkách byla tvrz v Lesůňkách, byla umístěna na severním okraji vesnice severně od silničního mostu přes řeku Rokytnou. Tvrziště je dobře viditelné v terénním reliéfu.

## Popis
Tvrz se nacházela na drobné vyvýšenině nad řekou Rokytnou, zachoval se z ní pouze plochý pahorek narušený těžbou hlíny. Jeho rozměry jsou kolem 19x20 metrů. Kolem pahorku je zřetelný příkop o šířce 12–17 metrů. Viditelný val je pouze na severovýchodním okraji tvrziště. Je možné, že na jihozápadním okraji se dříve nacházel rybník. Jádro tvrze je vyvýšeno o 2–4 metry. Na jihovýchodě je vyvýšené předhradí, kde se mohly nacházet hospodářské budovy.

## Historie
První písemný záznam o tvrzi pochází z roku 1348, kdy patřila Nevhlasovi z Lesonic, posléze patřila Ješkovi a Rackovi z Lesonic, v roce 1364 pak patřila Nevhlasovi z Lesonic (pravděpodobně synovi). V roce 1406 tvrz zakoupil Václav Nos z Ostrovče. Část tvrze patřila v roce 1447 Janu z Lesonic, kdy pak celou tvrz zakoupil Filip z Račic a v roce 1465 zakoupil celou vesnici Jan z Pernštejna. Vilém z Pernštejna později prodal tvrz Václavovi z Maříže a někdy v 16. století tvrz zanikla. V roce 1542 se pak vesnice již prodala bez tvrze.